# Membranvergaser

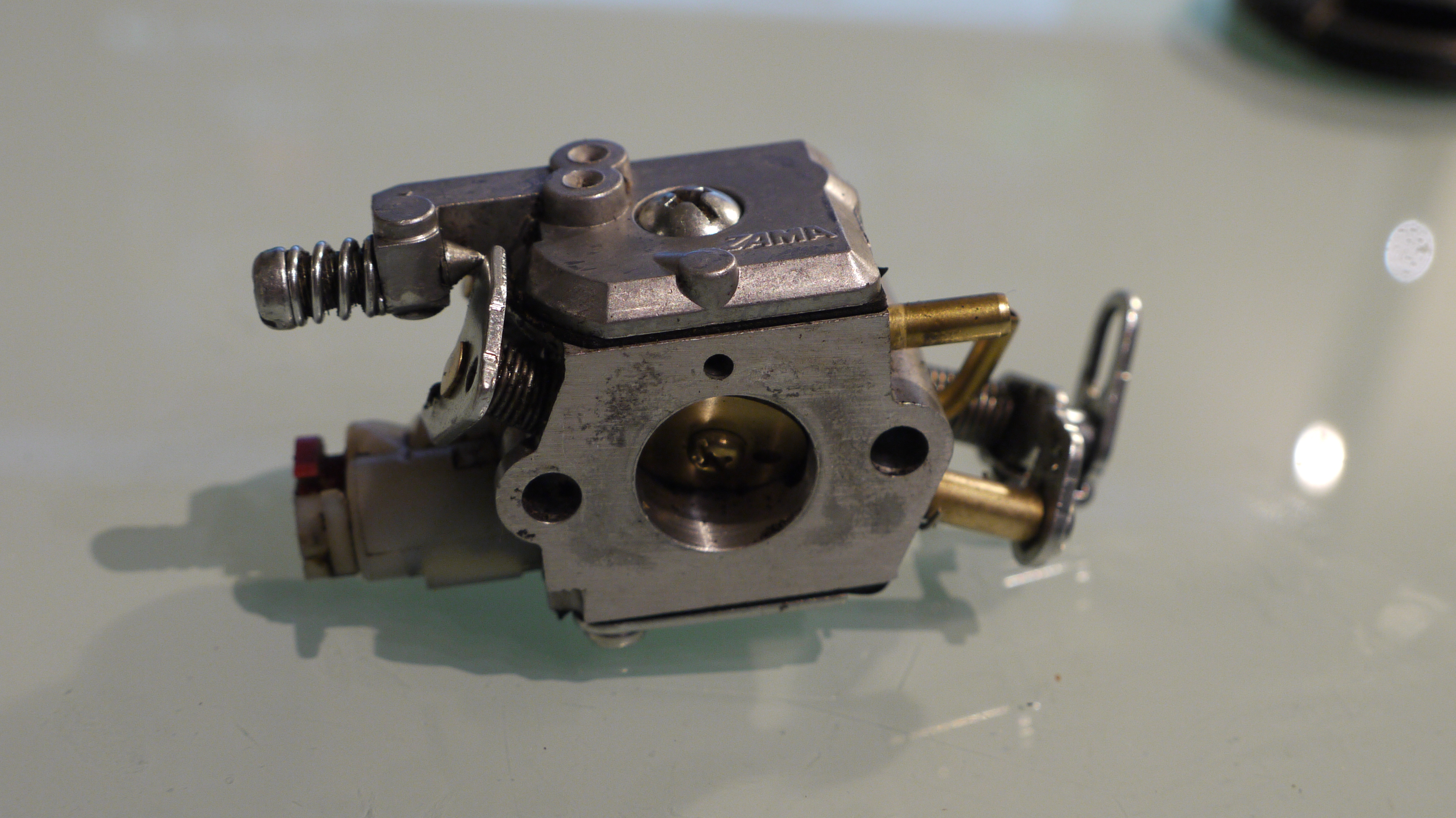
Membranvergaser einer Motorsäge

Der Membranvergaser ist ein Vergaser für Verbrennungsmotoren, der lageunabhängig und auch bei Erschütterungen einwandfrei arbeitet.
Erreicht wird dies dadurch, dass nicht ein Schwimmer in einer Schwimmerkammer die Kraftstoffmenge dosiert, sondern eine Barometerdose, die auf der einen Seite mit dem schwankenden Unterdruck im Ansaugtrakt und auf der anderen Seite mit der Umgebungsluft verbunden ist. Die Membran der Barometerdose betätigt das Ventil, das den Kraftstofffluss vom Tank in den Vergaser (genauer: Ansaugkanal) steuert. Bei einigen Typen wirkt die Barometerdose zusammen mit einem Rückschlagventil im Tankdeckel als Membranpumpe, saugt das Benzin in den Vergaser und pumpt es in den Zerstäuberkopf im Ansaugkanal. Die Stärke des Kraftstoffstroms aus dem Zerstäuberkopf wird von einer Düsennadel reguliert: Je enger der Luftstrom gedrosselt wird (etwa mit einer Drosselklappe), umso geringer ist der Kraftstoffstrom in diesen Luftstrom, und umgekehrt. Andere Typen sind mit einer zusätzlichen unterdruckbetätigten Treibstoffpumpe versehen. Diese haben keine Düsennadel, die Membransteuerung regelt nur den Druck an der Hauptdüse.
Membranvergaser wurden zuerst für Flugzeuge entwickelt, die im Kunstflug eingesetzt wurden. Später hielten sie auch vereinzelt Einzug bei Fahrzeugen, die mit hoher Querbeschleunigung betrieben werden, wie Rennwagen oder -gespanne. Und sie werden auch bei handgeführten Arbeitsgeräten verwendet, die in jeder Lage arbeiten müssen, wie Motorsägen.
Membranvergaser können sowohl mit einer Drosselklappe als auch mit Flachschieber ausgerüstet werden. Die Bedeutung von Membranvergasern ist mit Sinken der Preise für Einspritzanlagen zurückgegangen. Weit verbreitet im Kart-Sport sind indessen die Vergaser der Hersteller Tillotson und Walbro.